# HSC Csíkszereda
HSC Csíkszereda, Hoki Sport Club Csíkszereda, är en ishockeyklubb bildad 1929 från staden Miercurea Ciuc (vars namn på ungerska är Csíkszereda) i Rumänien. Klubben deltar parallellt i MOL Liga och den rumänska högstadivisionen för ishockey, Liga Națională de hochei. Klubben vann sitt första rumänska mästerskap 1949 och har sedan dess vunnit ytterligare 14 gånger per säsongen 2012/13 - där de vunnit det rumänska mästerskapet varje år från säsongen 2006/07. Klubben deltog tidigare i Panonska Liga och vann den säsongen 2003/04. Sedan 2008/09 deltar klubben i MOL Liga, som de också vunnit vid ett tillfälle, 2010/11. Sedan säsongen 2017-2018 MOL Liga har bytt namn till Erste liga. Csíkszereda spelar sina hemmamatcher i en ishall vid namn Vákár Lajos, som är uppkallad efter en före detta Csíkszereda-spelare med samma namn. Svensken Ulf Weinstock var lagets Huvudtränare säsongen 2009/2010.